# Molí d'Escrigues
El molí d'Escrigues és un edifici de Santa Maria de Merlès (Berguedà) inclòs a l'Inventari del Patrimoni Arquitectònic de Catalunya.

## Descripció
El molí fariner de la masia d'Escrigues és una construcció de planta rectangular coberta a dues vessants i amb el carener paral·lel a la façana de ponent. El molí s'amplià considerablement pel sector de tramuntana al segle xix. Conserva ben diferenciades la planta superior, on hi havia el casal moliner, i les instal·lacions pròpies del molí (moles, escairador, cacau, rodet, etc.), a la planta baixa.

## Història
El molí d'Escrigues, al peu de la riera de Merlès i prop de l'església parroquial de Santa Maria està documentat des del segle xvi, però al segle xvii i XVIII es reconstruí de nou. Propietat emfitèutica del mas d'Escrigues, pagava censos al baró de la Portella, senyor jurisdiccional del lloc. El molí es mantingué actiu fins abans de la Guerra Civil.